# Arkeologiska fyndplatsen i La Alcudia

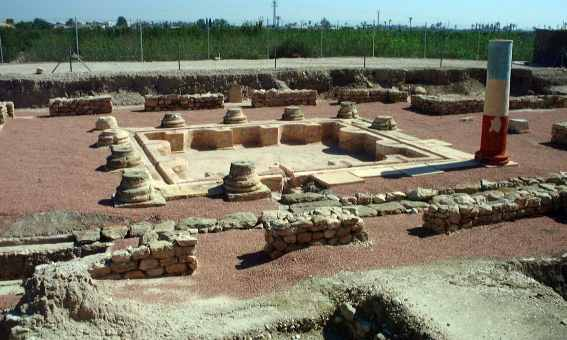
Den arkeologiska fyndplatsen i La Alcudia, Illici.

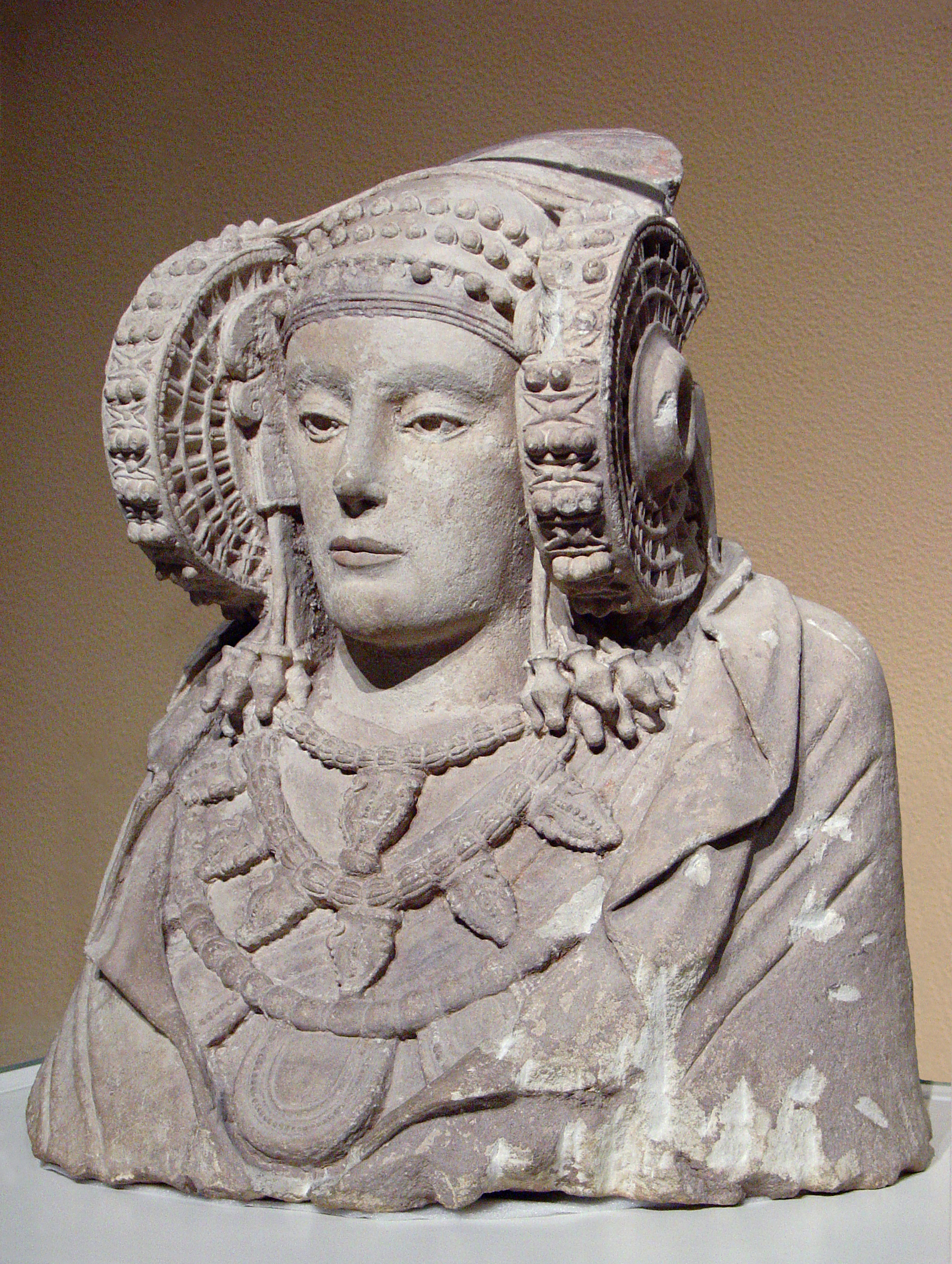
La Dama de Elche, funnen i La Alcudia 1897.

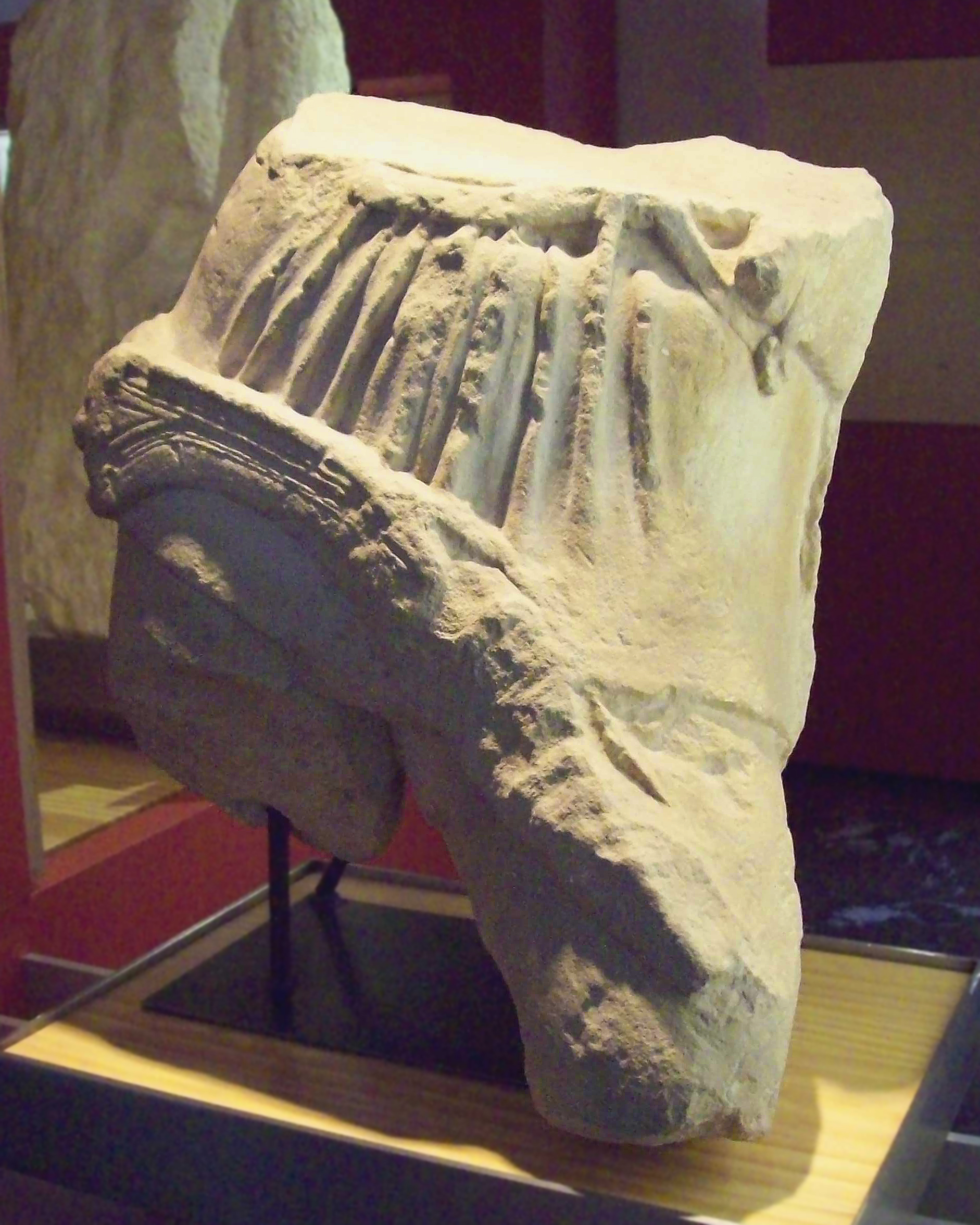
Iberisk krigare hittad i La Alcudia (M.A.N., Madrid).

Arkeologiska fyndplatsen i La Alcudia ligger 3 km söder om den spanska staden Elche (Alicante), nära floden Vinalopó. Den nuvarande utsträckningen är cirka 10 hektar på vilka man har gjort olika utgrävningar under loppet av de senaste seklerna. 

## Historia
Platsen var under nästan hela 1900-talet en egendom som tillhörde familjen Ramos, och som under denna period utförde de arkeologiska arbetena. 1996 förvärvades området av Universidad de Alicante vilket innebar början på en ny fas, inriktad på en vetenskaplig utvärdering av den arkeologiska fyndplatsen och dess perioder av kulturell rikedom.

## Utgrävningar
Enligt de data som framkommit i den stratigrafiska lagersekvensen, härrör fynden från slutet av bronsåldern till början av tiden för islam, fastän man också i närheten har gjort fynd från neolitikum. Bosättningen nådde sin kulmen under iberiska och romerska epokerna. Kanske var det den iberiska regionens viktigaste stad och då framförallt den södra delen; dess inflytande nådde till mitten och till södra Alicante och till angränsande områden i Albacete och Murcia. 
Vid de utgrävningar man hittills företagit har man, under de romerska nivåerna, hittat andra iberiska lager, vilket gör det möjligt att den iberiska staden har haft samma utsträckning som den romerska. I så fall står vi inför en iberisk stad av ansenliga mått för vad som är vanligt i Valencia, fastän mindre än de i andra områden på den iberiska halvön. Fynden i de iberiska lagren är av stort intresse, speciellt monumentalskulpturer och keramiken (av en typ som kallas Elche-Archena).

## Fynd
Från tiden för ibererna har man funnit ett stort antal skulpturer, bland dessa den berömda la Dama de Elche, en kvinnobyst daterad mellan 300 och 500 f.Kr.
Några få meter från där la Dama hittades, fann man av en slump ett fragment av en iberisk skulptur, en iberisk krigare, klädd i kort tunika och svingande en värja (en falcata). Skulpturen tillverkades av kalksten 300–400 f.Kr och det är tänkbart att det är en del av en skulpturgrupp av typ heroon. Statyn är idag utställd på Museo Arqueológico Nacional de España, i Madrid.